# Poslední šance Leváka Boba
Poslední šance Leváka Boba (v anglickém originále Sideshow Bob's Last Gleaming) je 9. díl 7. řady (celkem 137.) amerického animovaného seriálu Simpsonovi. Scénář napsal Spike Feresten a díl režíroval Dominic Polcino. V USA měl premiéru dne 26. listopadu 1995 na stanici Fox Broadcasting Company a v Česku byl poprvé vysílán 4. listopadu 1997 na stanici ČT1.

## Děj
Ve springfieldské věznici s minimální ostrahou je Levák Bob znepokojen, když slyší ostatní vězně, jak se smějí nesmyslným výstupům Šáši Krustyho v televizním pořadu. Bob je přesvědčen, že televize je pramenem „bezduchých žvástů“, a chce se jich zbavit, a tak uteče, když má pracovní povinnost na místní letecké základně. Získá přístup do vyhrazené části hangáru, kde najde desetimetrovou jadernou zbraň.
Když se Simpsonovi a další obyvatelé Springfieldu účastní letecké přehlídky pořádané na základně, signál na velké obrazovce přeruší Bob, který vyhrožuje, že bombu odpálí, pokud Springfield nevypne veškeré televizní vysílání. Po tomto oznámení všichni v panice uprchnou z letiště, kromě Barta a Lízy. Starosta Quimby, který Boba nemůže najít, se rozhodne Bobovu ultimátu vyhovět. Krusty, jenž se odmítá podřídit Bobovým požadavkům, se uchýlí do chaty civilní obrany v poušti, odkud vysílá silně improvizovanou show.
Líza usoudí, že neobvykle vysoký hlas Boba v jeho vysílání byl způsoben vdechováním helia, a najde ho ve vzducholodi Duff. Bob, který díky Krustymu ztratil trpělivost, se pokusí odpálit bombu, která se ukáže jako nefunkční, protože prošla expirací v listopadu 1959. Líza upozorní policii, kde se Bob nachází, ale Bob vzducholoď vypustí a unese Barta, načež ukradne originální letadlo bratří Wrightů, které bylo exponátem na letecké výstavě. Bob drží nůž u Bartova krku a pokusí se provést smrtící kamikaze útok na chatu civilní obrany, kde se skrývá Krusty, a zabít jeho, Barta i sebe, ale pomalu letící letadlo se nakonec od chaty pouze neškodně odrazí. Úřady rychle zatknou Boba a odvedou ho zpět do vazby, zatímco Bart se shledá se zbytkem rodiny.

## Produkce
Díl je po epizodách Je Šáša vinen?, Černý vdovec, Mys hrůzy a Návrat Leváka Boba pátou epizodou seriálu Simpsonovi, ve které se objevil Levák Bob jako hlavní postava. Výkonní producenti Bill Oakley a Josh Weinstein věřili, že každá řada seriálu by měla obsahovat epizodu, v níž by vystupoval Bob. Bob se však objevil již ve čtyřech epizodách a scenáristé měli problém vymyslet nové způsoby, jak ho do seriálu zapojit. První návrh epizody napsal Spike Feresten, scenárista na volné noze, který se později proslavil prací na Show Jerryho Seinfelda. Přestože za epizodu získal uznání, scenáristé ji kompletně přepsali a z Ferestenova původního scénáře v ní zůstalo jen velmi málo. Oakley popisuje epizodu jako „jednu z nejnáročnějších přepisů v historii seriálu“, protože bylo nutné přepsat velkou část dialogů.
Epizoda byla první dílem Simpsonových, jejž režíroval Dominic Polcino. Polcino pracoval v seriálu jako asistent režie a ze seriálu odešel, ale dostal nabídku stát se režisérem. Epizodu popisuje jako „těžkou na začátek“, zejména scény s letadlem bratří Wrightů. Raná verze scénáře obsahovala delší scénu na letecké přehlídce, ve které Hans Krtkovic létal na raném létajícím stroji. Scéna, ve které Milhouse v letadle předstírá, že střílí rakety na své rodiče, protože je na ně naštvaný, později inspirovala epizodu Rozdělený Milhouse, v níž se Milhousovi rodiče rozvedou; jde také o odkaz na doktora Frasiera Cranea.
Ve scéně odehrávající se ve vězení se krátce objeví postava vymodelovaná podle majitele televizní stanice Fox Ruperta Murdocha. Cenzoři tvrdili, že Murdoch nesmí být zobrazen, ale Murdoch dal svolení k použití své karikatury. R. Lee Ermey, známý svou rolí ve filmu Olověná vesta, hostuje v roli plukovníka Leslieho „Hapa“ Hapablapa. Role byla napsána speciálně pro něj a většina jeho dialogů se psala obtížně.

## Kulturní odkazy
Epizoda je parodií na „filmy o jaderné válce z 60. let“ a obsahuje několik odkazů na filmy z období studené války. Objevilo se také několik odkazů na film Dr. Divnoláska aneb Jak jsem se naučil nedělat si starosti a mít rád bombu: podzemní komplex připomíná válečnou místnost z filmu; profesor Frink byl přepracován tak, aby parodoval titulní postavu; melodie, kterou si Levák Bob píská při přípravě bomby, je „We'll Meet Again“, jak ji zpívá Vera Lynnová na konci filmu; a Krustyho herecký výkon, zatímco brání televizi, je založen na výkonu George C. Scotta v roli generála Bucka Turgidsona.
Dalším parodovaným filmem je thriller Sidneyho Lumeta Selhání vyloučeno z roku 1964: na začátku třetího dějství epizody se objevují scény z každodenního života po celém Springfieldu a jedna po druhé se zvukovým efektem „zoomování“ všechny zamrznou v záběru v očekávání (údajně) blížícího se jaderného výbuchu; takový byl i závěr filmu Selhání vyloučeno. Jedna ze scén před údajným jaderným výbuchem ukazuje Maggie, jak trhá květiny na poli, přičemž kamera zabírá její oko, a pak dojde k nepatrnému výbuchu. Jedná se o parodii na inovativní a kontroverzní reklamu na Daisy, kterou použil Lyndon B. Johnson v prezidentských volbách ve Spojených státech v roce 1964.
Ve filmu se objevuje Čtvrtý Doktor Toma Bakera ze seriálu Pán času.

## Přijetí
Ve svém původním vysílání skončil díl v týdnu od 20. do 26. listopadu 1995 na 49. místě ve sledovanosti s ratingem 8,7 podle agentury Nielsen a ratingem 13. Byl to čtvrtý nejlépe hodnocený pořad na stanici Fox v tomto týdnu za seriály Akta X, Beverly Hills 90210 a Melrose Place.
Autoři knihy I Can't Believe It's a Bigger and Better Updated Unofficial Simpsons Guide, Warren Martyn a Adrian Wood, napsali: „Pravděpodobně nejméně uspokojivý ze všech záblesků Leváka Boba – ale je tu dost komedie a satiry, aby to pěkně odsýpalo.“.
Colin Jacobson z DVD Movie Guide napsal: „Ačkoli to nekonkuruje nejlepším Bobovým show, má to více než pár pěkných momentů.“. Dodal, že se mu líbilo hostování R. Lee Ermeyho i vtipy o televizní stanici Fox. Jennifer Malkowski z DVD Verdictu považuje za nejlepší část epizody tu, kdy si Milhouse hraje ve stíhačce na letecké přehlídce. Malkowski svou recenzi uzavřela hodnocením B−, které dílu udělila.